# راکفت راساک-امیناچ
راکفت راساک-امیناچ (عبری: רקפת רוסק עמינח‎؛ زادهٔ ۱۹۶۶) یک کارمند بانک اهل اسرائیل است. در سپتامبر ۲۰۱۵، او در فهرست ۱۰۰ زن قدرتمند جهان مجله فرچون ذکر شده بود.